# George Herbert Mead
George Herbert Mead (27 de febrer de 1863 - 13 d'abril de 1931) va ser un filòsof, un sociòleg i un psicòleg social estatunidenc.
Mead, de formació filosòfica, va ensenyar a la Universitat de Chicago la disciplina de la qual és considerat fundador, la psicologia social. La seua obra, a més, té un paper clau en l'origen de l'interaccionnisme simbòlic. Per Mead, perquè l'individu faça part de la societat li cal imitar-ne el llenguatge.
Va treballar al voltant del concepte de socialització mitjançant la interacció. És per l'intercanvi (especialment verbal) amb els altres membres de la societat que l'ésser humà (ésser social) interioritza, és a dir, integra de manera inconscient les normes de la societat.